# Futasujinus amuriensis
Futasujinus amuriensis är en insektsart som beskrevs av Metcalf 1955. Futasujinus amuriensis ingår i släktet Futasujinus och familjen dvärgstritar. Inga underarter finns listade i Catalogue of Life.